# Oller (motor rotatiu)
El Motor Oller és un projecte de motor rotatiu per aeronaus patentat a Espanya.

## Funcionament
El 7 de setembre de 1963 el José Oller Asensio, resident a la Comunitat Valenciana, va presentar la memòria per la seva patent d'un motor de la seva invenció. Quan es miren els plànols del disseny s'aprecia una camisa trilobulada (o estator) i, en el seu interior, un cilindre rotatiu amb 4 aletes obligades a expandir-se per mitjà d'unes molles, fet que crea 4 cambres, separades per aquestes aletes. Vist tot axó, recorda molt a una bomba de fluids, però en aquest cas treballant com un motor de combustió interna. Assajos fets amb anterioritat no van donar cap resultat positiu, com ara el cas de Rotativo AS. A més, el contacte de les paletes amb l'estator no sembla mecànicament ben resolt.
A continuació, es pot observar com treballa, sempre girant en el sentit de les agulles d'un rellotge. El cilindre central o rotor està ajustat al cos central de l'estator; hi ha un moment en què una aleta destapa la llumenera d'admissió, de manera que l'altra aleta de la cambra està tancant la llumenera d'escapament, començant en aquest moment el cicle d'admissió, quan l'aleta, que estava en escapament, supera la llumenera d'admissió. La cambra, en la seva totalitat, està sobre un lòbul, cosa que fa que, una vegada superada aquesta fase, comenci el cicle de compressió, per arribar a un moment en què l'aleta davantera entra en l'altre lòbul: és en aquest moment que es produeix la guspira que encén la mescla d'aire i benzina i, a mesura que va recorrent l'altre lòbul, es produeix l'expansió dels gasos cremats, fins que la primera aleta destapa la llumenera d'escapament, produint-se aquest fet per tornar a començar el cicle.
L'avantatge principal que destaca l'inventor és que en cada volta del motor es produeixen quatre cicles de treball. Mecànicament, es preveuen molts problemes d'estanquitat per dilatacions tèrmiques.